# Shoemaker-Levy 9

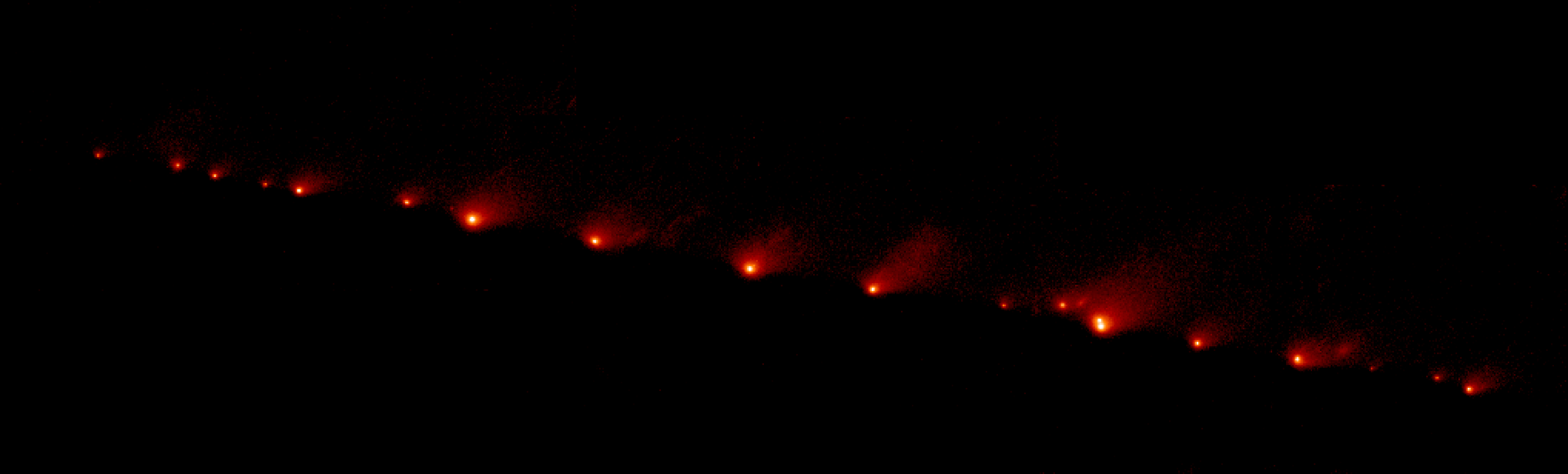
Snímky komety z HST ze 17. května 1994

Kometa Shoemaker-Levy 9, formálně označovaná jako D/1993 F2, byla neperiodická kometa, která roku 1994 dopadla na planetu Jupiter. Jednalo se o první přímo pozorovatelnou srážku dvou těles sluneční soustavy. Byla to také první pozorovaná kometa na oběžné dráze okolo Jupiteru.

## Objev
Kometu objevili v rámci systematického hledání blízkozemních těles manželé Eugene a Carolyn Shoemakerovi a David H. Levy na fotografii z 23. března 1993. Snímek byl pořízen 45centimetrovým Schmidtovým teleskopem na observatoři Palomar. Pozdější snímky ukázaly, že se jedná o množství úlomků doprovázených prachovou stopou. Kometu zřejmě roztrhal Jupiter svou slapovou silou, když okolo něj prolétala 7. července 1992 ve vzdálenosti asi 21 000 kilometrů.

## Dopad na Jupiter
Kometa Shoemaker-Levy 9 na rozdíl od většiny komet neobíhala okolo Slunce, ale okolo Jupitera po dobu asi čtvrt století po velmi excentrické dráze. Úlomky komety roztrhané slapovou silou planety začaly dopadat do atmosféry Jupitera 16. července 1994. Poslední z nich dopadl 22. července 1994; místa dopadu ležela na jižní polokouli. Úlomky měly různou velikost a bylo jich přes dvacet. Větší z nich podle odhadů měřily 0,5 až 3 km a jejich rychlost při dopadu byla okolo 60 km/s. Dopad úlomků sledoval Hubbleův vesmírný dalekohled. V místech dopadu byly pozorovány výtrysky plynů z atmosféry; později se zde vytvořily tmavé skvrny, které byly patrné ještě téměř o rok později. Nejmohutnější byl dopad fragmentu označeného písmenem G; jeho kinetická energie odpovídala 6 miliónům megatun trinitrotoluenu, což daleko přesahuje zásoby jaderných zbraní na Zemi. Odhaduje se, že k podobné srážce dochází na Jupiteru v průměru jednou za několik tisíciletí.